# Jerry Saltz
Pour les articles homonymes, voir Saltz.
Jerry Saltz, né le 19 février 1951 à Chicago, est un critique d'art américain.
Depuis 2006, il est critique d'art et chroniqueur pour le New York magazine. Autrefois critique d'art pour The Village Voice, il a reçu le Prix Pulitzer pour la critique d'art, en 2018, et a été nommé pour le prix en 2001 et 2006. Il a également contribué à Art in America, Flash Art International, Frieze, Peintres Modernes.
Il a aussi été critique invité à l'École des Arts Visuels de l' Université Columbia, de l'Université Yale, et à l'École de l'Institut d'art de Chicago et au Programme de Résidence des ateliers de New York. Il a été aussi l'unique conseiller pour la Biennale du Whitney de 1995.

## Biographie

### Jeunesse
Jerry Saltz est né à Chicago et a fréquenté une école d'art pendant quelques années avant d'abandonner. Avant de déménager à New York, à 26 ans, il a fondé une galerie d'artiste, à Chicago.

### Critique d'art
Dans un article d'Artnet magazine, Saltz a codifié ses perspectives : « Tous les grands artistes contemporains, scolarisés ou non, sont essentiellement autodidacte et sont déqualifiés comme des fous. Je ne regarde pas la compétence dans l'art...La compétence n'a rien à voir avec les aptitudes techniques... Je suis intéressé par les gens qui repensent la compétence, qui la redéfinissent ou la réinventent : un ingénieur, disons, qui construit des fusées à partir de roches ». En 2008 il dit aussi , « je suis à la recherche de ce que l'artiste essaie de dire et ce qu'il ou elle est en train de dire, ce que l'œuvre révèle à propos de la société et des conditions de vie intemporelles ».
Lors d'une conférence à la College Art Association en février 2007, Jerry Saltz a affirmé, « Nous vivons dans un monde de l'art Wikipédia. Il y a vingt ans, il n'y avait que quatre à cinq encyclopédies et j'ai essayé d'entrer dans chacune d'elles. Maintenant, toute l'écriture se passe dans Wikipedia. Certaines entrées sont absurdes, certaines sont les meilleures. Nous vivons dans un monde de l'art ouvert. »
Son humour, son irrévérence, son autodérision et sa loquacité ont conduit certains à l'appeler le Rodney Dangerfield du monde de l'art. Lors de l'exposition du groupe Art & Language au MOMA-PS1 en 1999, il n'hésita d'ailleurs pas à écrire : « Il y a un quart de siècle, Art & Language a tissé des liens forts avec l'Art Conceptuel lors de sa naissance, mais les efforts ultérieurs ont été tellement autosuffisants et obscurs que leur travail est devenu virtuellement hors de propos. ». Il a exprimé des doutes à propos de l'influence des critiques d'art en tant que prescripteurs du goût, en disant qu'ils ont peu d'effets sur le succès de la carrière d'un artiste. Néanmoins, ArtReview lui a attribué la 73e place dans sa liste des 100 personnes les plus puissantes dans le monde de l'art en 2009.

### Dialogue avec ses lecteurs par le biais de Facebook
Jerry Saltz utilise Facebook plus activement que de nombreux autres critiques d'art, avec la publication quotidienne de questions et de diatribes à son auditoire d'amis, qui a atteint 4,970 personnes en février 2010. Il a déclaré qu'il veut démystifier la figure du critique d'art vis-à-vis des artistes et des amateurs d'art. Ses messages sont moins polis et sobres que ses écrits pour le New York Magazine et vulture.com, et il a partagé des questions personnelles comme ses tragédies familiales, ses accidents de carrière et même son régime. Il a dit au New York observer, « C'est excitant d'être dans cette salle avec 5 000 personnes. C'est comme avoir le bar du Cèdre pour moi, ou Max Kansas City ».

Il a utilisé sa page pour défendre l'usage de l'ironie dans l'art, allant à l'encontre des adeptes de « la Nouvelle gravité », qu'il appelle la « Police de la pureté ».

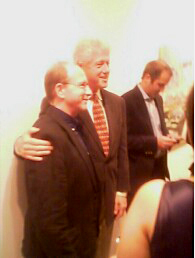
Jerry Saltz et Bill Clinton
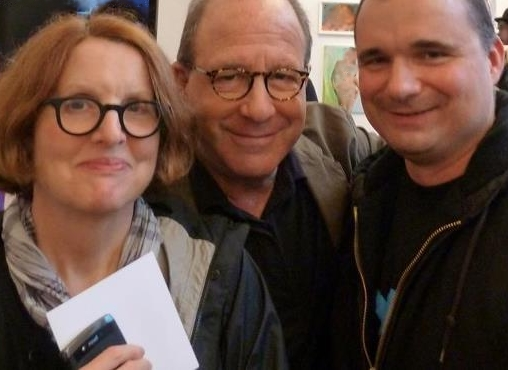
À l'ouverture au public de la réception d'une exposition dans une galerie de New York, Saltz (au centre) avec son épouse Roberta Smith et l'artiste Terry Ward.

### Personnalité télévisuelle
Jerry Saltz a servi de juge dans une série télévisée de Bravo, intitulée l'Œuvre d'Art: Le Prochain Grand Artiste qui a débuté le 9 juin 2010.

## Vie personnelle
Jerry Saltz vit à New York avec sa femme Roberta Smith, co-directrice de la critique d'art du New York Times. Ils se sont mariés en 1992.

## Publications
- Seeing Out Loud: The Village Voice Art Columns, 1998–2003. Gt Barrington: The Figures, 2003; réédition 2007; 410 pp. (livre de poche),  (ISBN 978-1-930589-17-9).
- Seeing Out Louder. Hudson Hills Press LLC, 2009; 420 pp. (couverture rigide),  (ISBN 978-1-55595-318-8).